# Acritus tasmaniae
Acritus tasmaniae är en skalbaggsart som beskrevs av Lewis 1892. Acritus tasmaniae ingår i släktet Acritus och familjen stumpbaggar. Inga underarter finns listade i Catalogue of Life.